# Ayşegül Coşkun
Ayşegül Coşkun (ur. 17 czerwca 1985 w Stambule) – turecka aktorka, piosenkarka i kompozytorka.

## Życiorys

### Dzieciństwo i edukacja
Ayşegül Coşkun urodziła się 17 czerwca 1985 roku w Stambule, jako córka muzyka. W dzieciństwie uczyła się gry na pianinie i gitarze, a także występowała publicznie. Ukończyła studia z zakresu finansów i bankowości na Wydziale Zarządzania Uniwersytetu Atatürka w Erzurum. Przez dwa lata po ukończeniu studiów pracowała na stanowisku księgowej w banku, a następnie przez kolejne trzy lata w sektorze prywatnym.

### Kariera
Kariera artystyczną rozpoczęła od komponowania piosenek, wkrótce potem namówiona przez przyjaciółkę zaczęła występować na scenie. W 2014 wydała swój pierwszy singiel i teledysk do piosenki Cuk, zrealizowany przez Bahadıra Tatlıöza. Kolejne utwory zostały wydane dzięki współpracy artystki z firmą Ayor Music. W roku 2019 zadebiutowała na dużym ekranie główną rolą tureckiej piosenkarki w irańskim filmie Motreb (reż. Mostafa Kiyayi), była także kompozytorką muzyki do filmu. Na potrzeby filmu nauczyła się języka perskiego. Soundtrack do filmu nagrała wspólnie z irańskim aktorem Parwizem Parastuji. Film Motreb stał się największym sukcesem kasowym w dziejach kinematografii irańskiej.
Zamężna (mąż Riza Orman), ma jedno dziecko.

## Dyskografia

### Albumy
- 2020: Söz Verdim

### Single
- 2014: Gerçeğim Seninle
- 2015: Cuk
- 2017: Vur Dizine
- 2017: Duvardaki Gülüşler
- 2018: Liman
- 2019: Deniz Ol Gel
- 2019: İlahi Kader
- 2021: Mahvola
- 2021: Reyhan

## Filmografia
- 2019: Motreb jako Nazan
- 2021: Made in Iran jako Ayla